# Pay as you go
Pay as you go oder kurz PAYG bezeichnet ein Bezahlverfahren für Online-Dienstleistungen, bei dem nur das bezahlt wird, was wirklich verbraucht wurde.
Für die Inanspruchnahme wird bezahlt, wenn die Kosten entstehen. Dieses Finanzierungsmodell wird häufig als Tarifoption für Softwaredienstleistungen oder Software as a Service und ähnliche vertragsungebundene Dienstleistungen angeboten.
Im US-amerikanischen Raum wird „Pay-As-You-Go“ auch häufig als Bezeichnung für das Prepaid-System verwendet.